# Прийма, Константин Иванович
Константи́н Ива́нович При́йма (7 января 1912 — 18 июня 1991) — российский литературовед, один из ведущих шолоховедов.

## Биография
Родился в станице Ахтанизовской Таманского отдела Кубанской области, ныне Темрюкского района Краснодарского края в семье потомственного кубанского казака, урядника Ивана Яковлевича Приймы. Его родным дядей был Фёдор Яковлевич Прийма — также известный советский литературовед. В 1927 году вступил в комсомол. Окончил литературный факультет Ростовского-на-Дону пединститута (1939).
Участник Великой Отечественной войны. В 1944 году вступил в ВКП(б).
С 1946 года находился на партийной работе, работал заведующим сектором печати Ростовского обкома КПСС, затем редактором областной молодежной газеты «Большевистская смена». В 1956—1961 годах — собкор «Учительской газеты» по Северному Кавказу.
В 1961 году перешёл на творческую работу. Автор статей о творчестве писателей Л. Леонова, В. Закруткина, И. Василенко, П. Лебеденко.
В 1972 году в Ростове издал монографию «„Тихий Дон“ сражается» о мировом значении творчества М. А. Шолохова. В мае 1973 года Учёный совет Московского областного пединститута им. Н. К. Крупской за эту монографию присудил К. Прийме учёную степень доктора филологических наук. В 1974 году он был принят в Союз писателей СССР.
Умер и похоронен в Ростове-на-Дону.

## Семья
- Жена, Лидия Ивановна Верешкова (род. 19 марта 1924[4]) — участница Великой Отечественной войны в должности старшего фотограмметриста на Ленинградском фронте и разгрома Квантунской армии на 1‑м Дальневосточном фронте, старший сержант. Награждена орденом Отечественной войны 2-й степени[5], двумя медалями «За боевые заслуги»[6][7].
- Сын, Алексей Константинович Прийма (1948—2019) — поэт, литературовед, исследователь аномальных явлений.
- Сын — Евгений Константинович Прийма.

## Память
- 23 ноября 1991 года вдова К. И. Приймы Лидия Ивановна Верешкова передала Государственному музею-заповеднику М. А. Шолохова архив покойного мужа, содержащий фотографии, страницы рукописей, документы, а также личные вещи, в том числе башлык кубанского казака, принадлежащий его предкам[8].
- На доме в Ростове-на-Дону, пр. Кировский 44, ему установлена памятная доска.

## Награды
- орден Отечественной войны I степени (6.04.1985[9])
- орден «Знак Почёта» (1982)
- медаль «За отвагу» (4.05.1945[10])
- другие медали

## Книги
- «Тихий Дон» сражается
- С веком наравне: Статьи о творчестве М. А. Шолохова
- Слово о «Тихом Доне»